# Helen Chandler
Helen Chandler (n. 1 februarie 1906, Charleston, Carolina de Sud, SUA – d. 30 aprilie 1965, Hollywood, California, SUA) a fost o actriță americană de film și de teatru. Este cel mai cunoscută pentru rolul Minei Seward în filmul de groază Dracula din 1931. 

## Filmografie
- The Music Master (1927) - Jenny
- The Joy Girl (1927) - Flora
- Mother's Boy (1929) - Rose Lyndon
- Salute (1929) - Nancy Wayne
- The Sky Hawk (1929) - Joan Allan
- Rough Romance (1930) - Marna Reynolds
- Outward Bound (1930) - Ann
- Mothers Cry (1930) - Beattie Williams
- Dracula (1931) - Mina Seward
- Daybreak  (1931) - Laura Taub
- Salvation Nell (1931) - Nell Saunders
- The Last Flight (1931) - Nikki
- Fanny Foley Herself (1931) - Lenore
- A House Divided (1931) - Ruth Evans
- Vanity Street (1932) - Jeanie Gregg
- Behind Jury Doors (1932) - Elsa Lanfield
- Christopher Strong (1933) - Monica Strong
- Alimony Madness (1933) - Joan Armstrong
- Dance Hall Hostess (1933) - Nora Marsh
- Goodbye Again (1933) - Elizabeth Clochessy
- The Worst Woman in Paris? (1933) - Mary Dunbar
- Long Lost Father (1934) - Lindsey Lane
- Midnight Alibi (1934) - Abigail 'Abbie' Ardsley - a Girl
- Unfinished Symphony (1934) - Emmie Passeuter
- Radio Parade of 1935 (1934) - Joan Garland
- It's a Bet (1935) - Clare
- Mr. Boggs Steps Out (1938) - Oleander Tubbs (ultimul ei rol de film)

## Legături externe
- Helen Chandler la Internet Movie Database
- en Helen Chandler la Internet Broadway Database
- Helen Chandler la Find a Grave
- Helen Chandler Fansite
- Van Neste, Dan. ""Helen Chandler: Vision of Beauty"" Films of the Golden Age, Spring, 1998 .
- Fiore, David. Hypocritic Days Insomniac Press, 2014. Toronto Star review of the novel